# Макс Кавалера
Макс Кавалера (на португалски: Max Cavalera), с артистично име на Масимилиано Антонио „Макс“ Кавалера (Massimiliano Antônio Cavalera), е бразилски и америкатски рок музикант, брат на Игор Кавалера, с когото имат няколко музикални проекта.

## Биография
През 1984 година двамата братя създават известната в близкото минало траш и дет метъл група Sepultura. В тази група Макс е вокал и китарист. С нея Макс и Игор постигат през 1993 година с албума „Chaos AD“ най-големите си успехи в музиката дотогава.
През 1994 година, Макс записва заедно с екс фронтмена на Fudge Tunnel, Алекс Нюпорт (Alex Newport) албума Point Blank за проекта Nailbomb. Групата се представя единствено на фестивала Dynamo Open Air през 1995 година, където е записан концертният албум Proud To Commit Commercial Suicide, след което проектът се разпада, както е било отначало запланувано.
През 1996 година в групата Sepultura се стига до спор с мениджъра на групата, която е същевременно и съпругата на Макс, Глория. Вследствие на спора, Макс и Глория напускат групата. През 1997 година Макс създава самостоятелно групата Soulfly.
През 2006 година Макс пее като гост вокал в Best-Of-албума Amplified на Apocalyptica.
2007 година създава заедно с брат си Игор групата Cavalera Conspiracy, с което слагат край на дългогодишната си вражда.
Макс Кавалера е известен почитател на Боб Марли.

## Дискография

### Sepultura
- Morbid Visions (1986)
- Schizophrenia (1987)
- Beneath The Remains (1989)
- Arise (1991)
- Chaos A.D. (1993)
- Roots (1996)

### Nailbomb
- Point Blank (1994)

### Soulfly
- Soulfly (1998)
- Primitive (2000)
- 3 (2002)
- Prophecy (2004)
- Dark Ages (2005)
- Conquer (2008)
- Omen (2010)
- Enslaved (2012)
- Savages (2013)
- Archangel (2015)
- Ritual (2018)

### Cavalera Conspiracy
- Inflikted (2008)
- Blunt Force Trauma (2011)
- Pandemonium (2014)
- Psychosis (2017)

### Killer Be Killed
- Killer Be Killed (2014)
- Reluctant Hero (2020)